# Napoleons kröning (ceremoni)

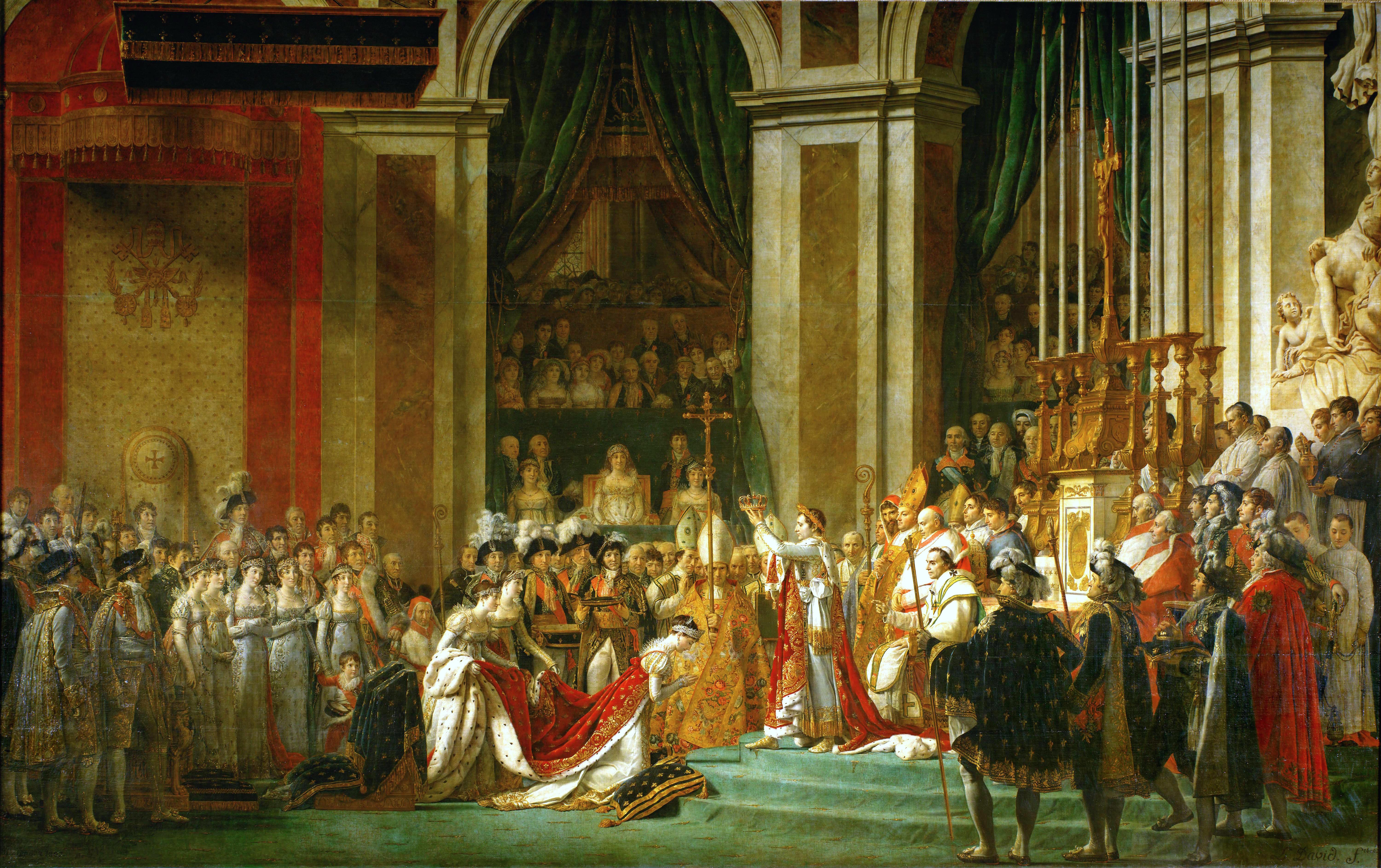
Jacques-Louis David, Napoleons kröning (1806–1807).

För målningen, se Napoleons kröning.
Kröningen av kejsar Napoleon I och Joséphine de Beauharnais ägde rum söndagen den 2 december 1804 (11 Frimaire, År XIII enligt den franska revolutionskalendern) i katedralen Notre-Dame i Paris. Kröningen har kallats för "installationen av det moderna imperiet" och ett mästerverk i modern propaganda.
Napoleon önskade att legitimera sin nygrundade monarki, sitt kejsardöme, med dess nya dynasti och nya adel. Kröningen utformades för att skilja sig från de gamla franska kungarnas, som hade framhävt kungarnas gudomliga rätt (sacre) i Reims katedral. Napoleons kröning ägde istället rum i katedralen i Paris i närvaro av påve 
Pius VII. Han förde samman olika riter och seder från karolingerna, ancien régime och franska revolutionen, framfört med stor lyx. 
Den 18 maj 1804 överförde Sénat conservateur den republikanska regeringsmakten på en kejsare, och förberedelserna för kröningen påbörjades sedan direkt. Övergången från republik till monarki under Napoleon hade vid den tiden stöd av den majoritet som röstat för förslaget i det franska konstitutionella folkomröstningen av år 1804. Napoleon ville bekräfta övergången till monarki och grundandet av en ny dynasti genom en ceremoni som kunde väcka respekt internationellt.

## Galleri

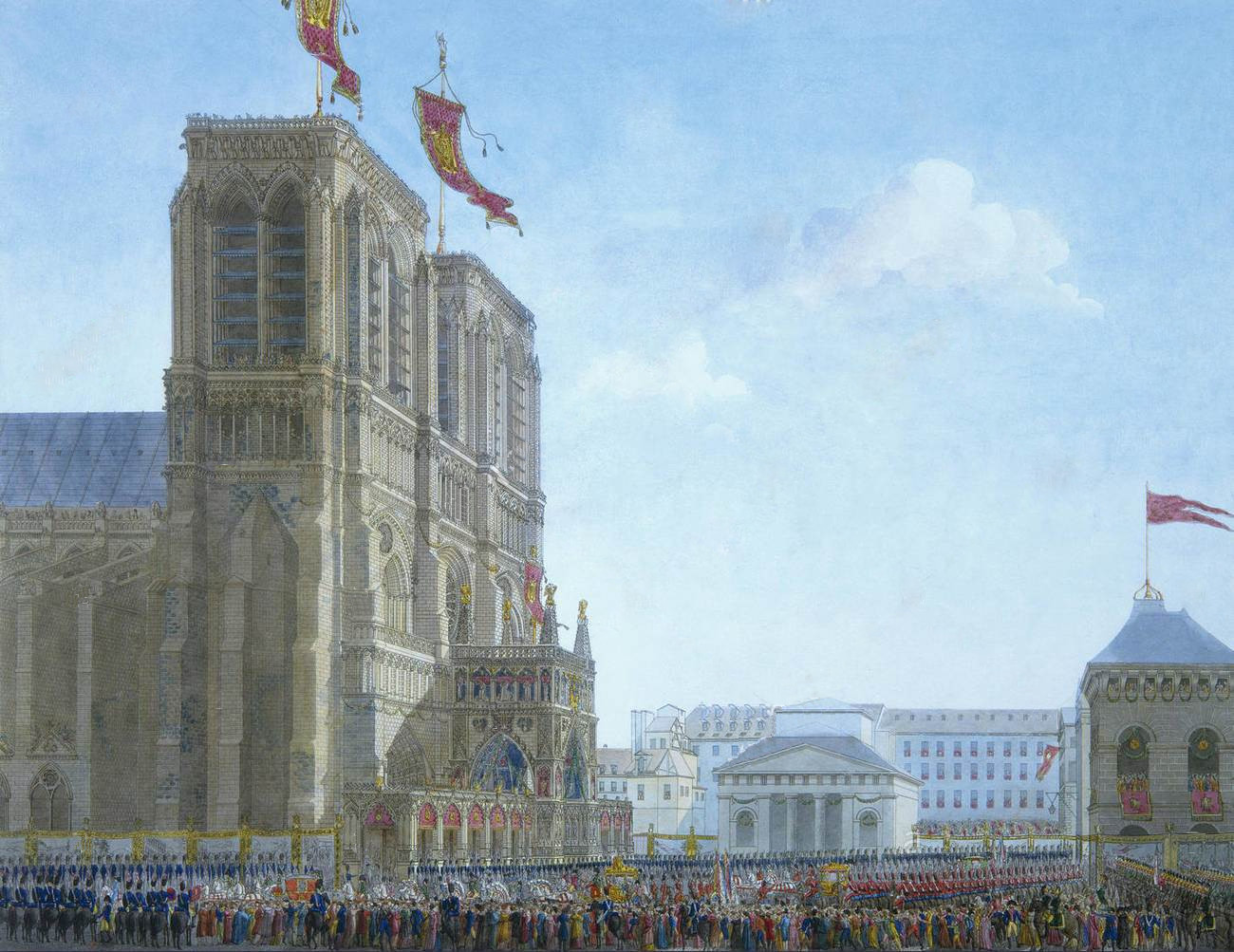
Napoleon anländer till Notre-Dame för kröningen.
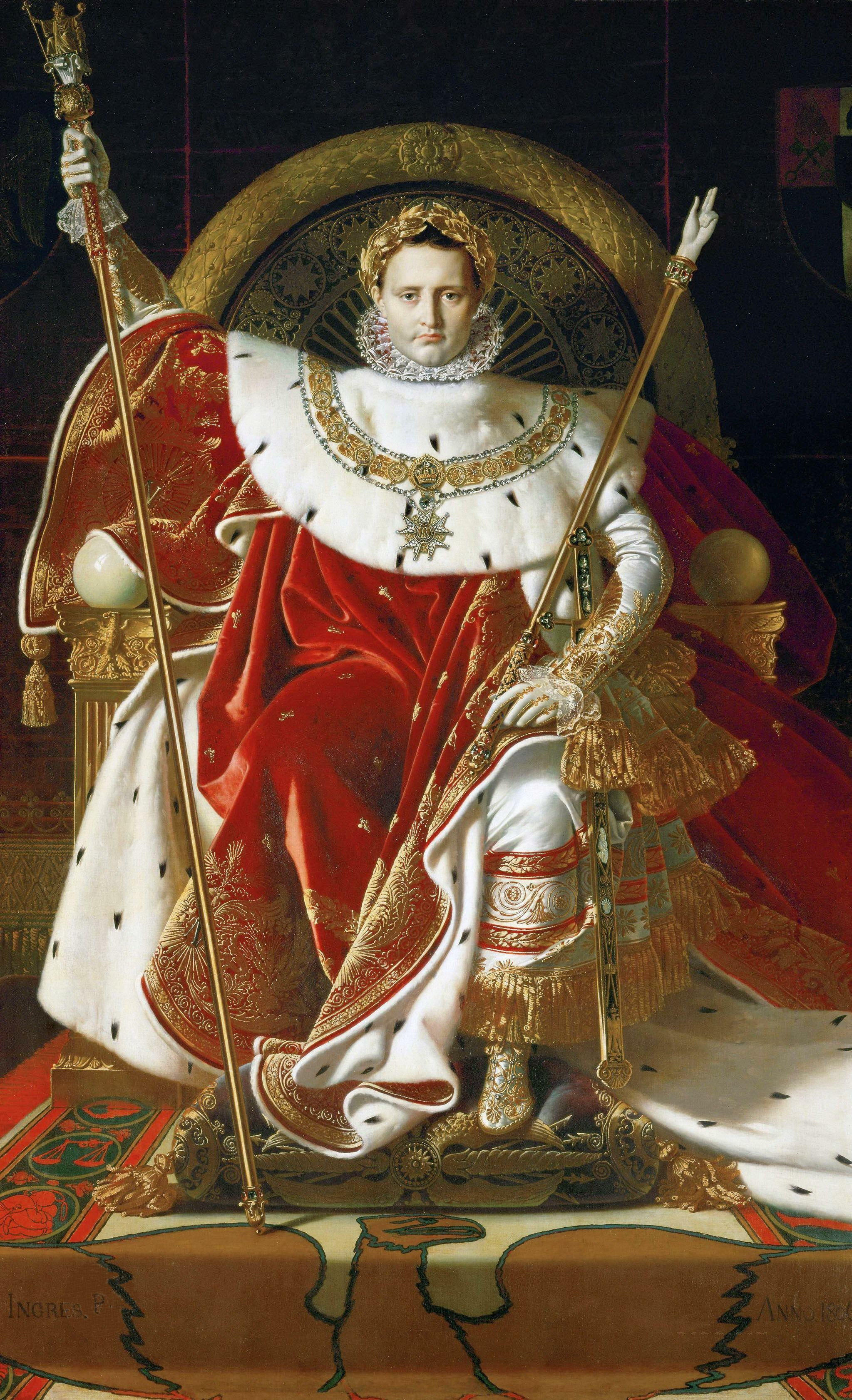
Jean-Auguste-Dominique Ingres, Napoleon I på kejsartronen (1806).
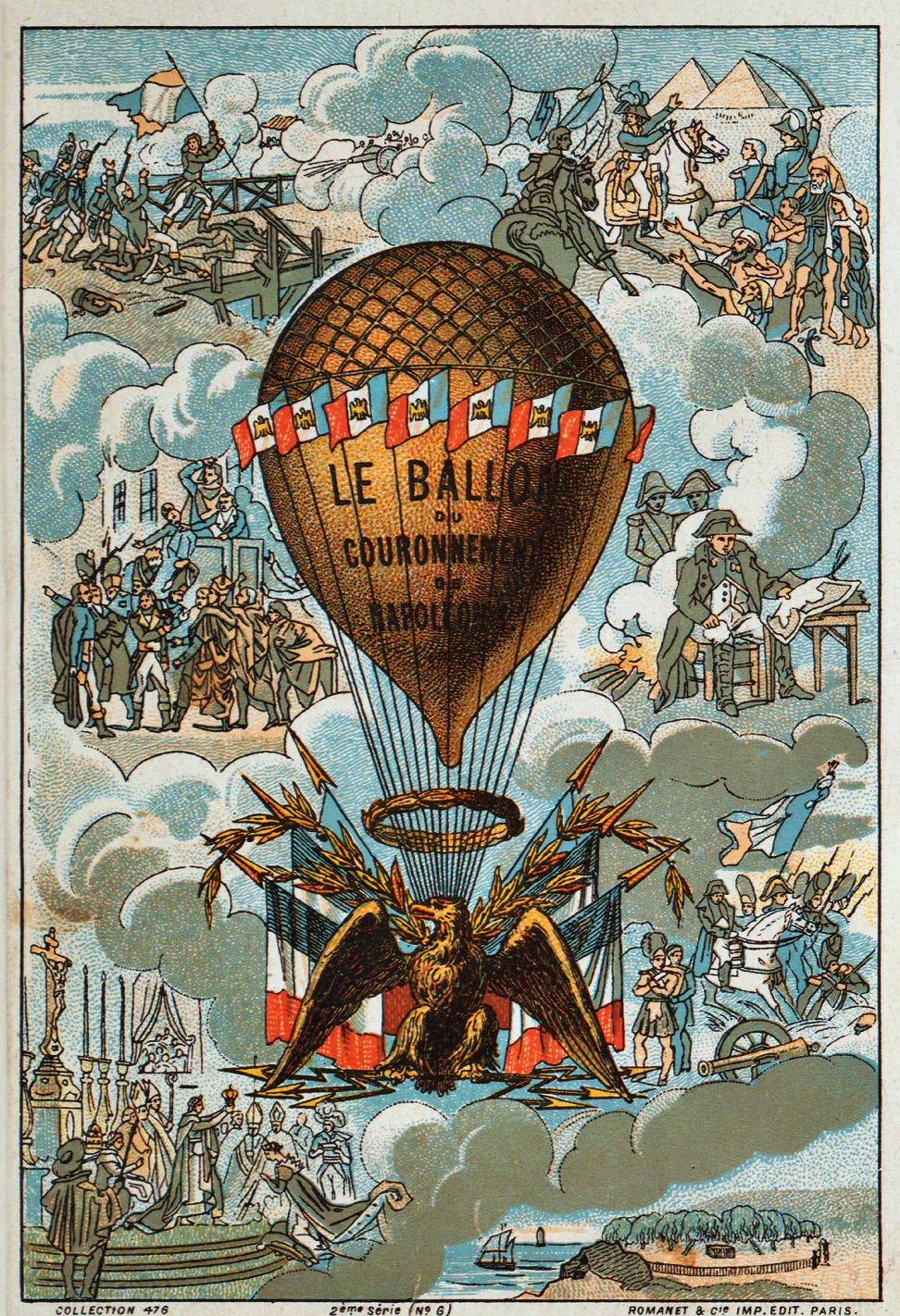
Napoleons kröningsballong.
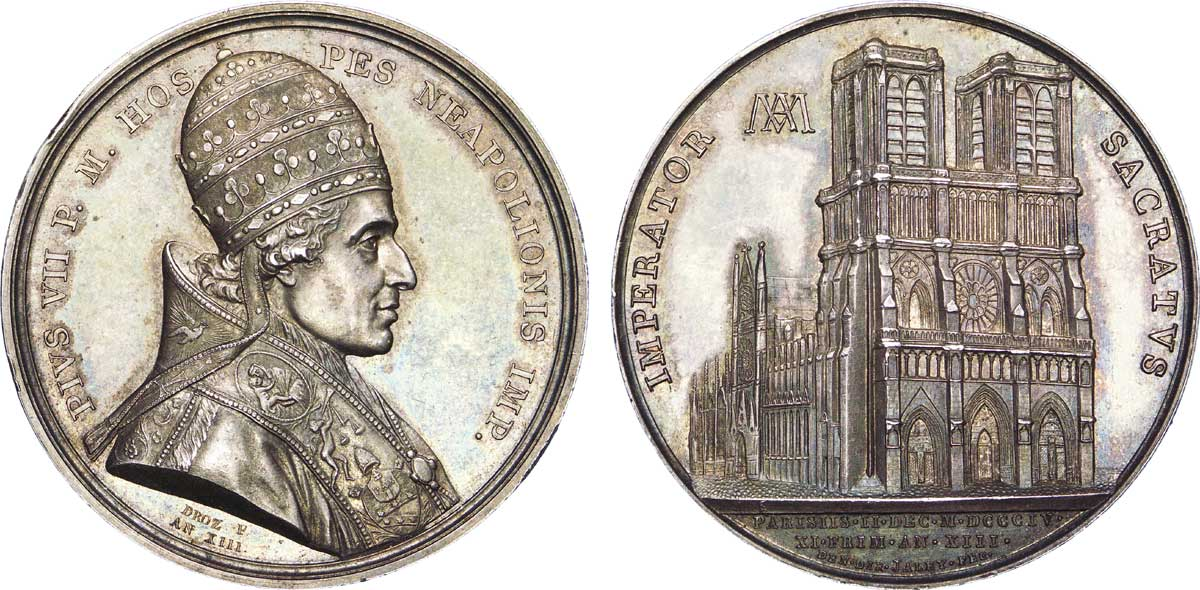
Medalj till minnet av Napoleons kröning av påve Pius VII.
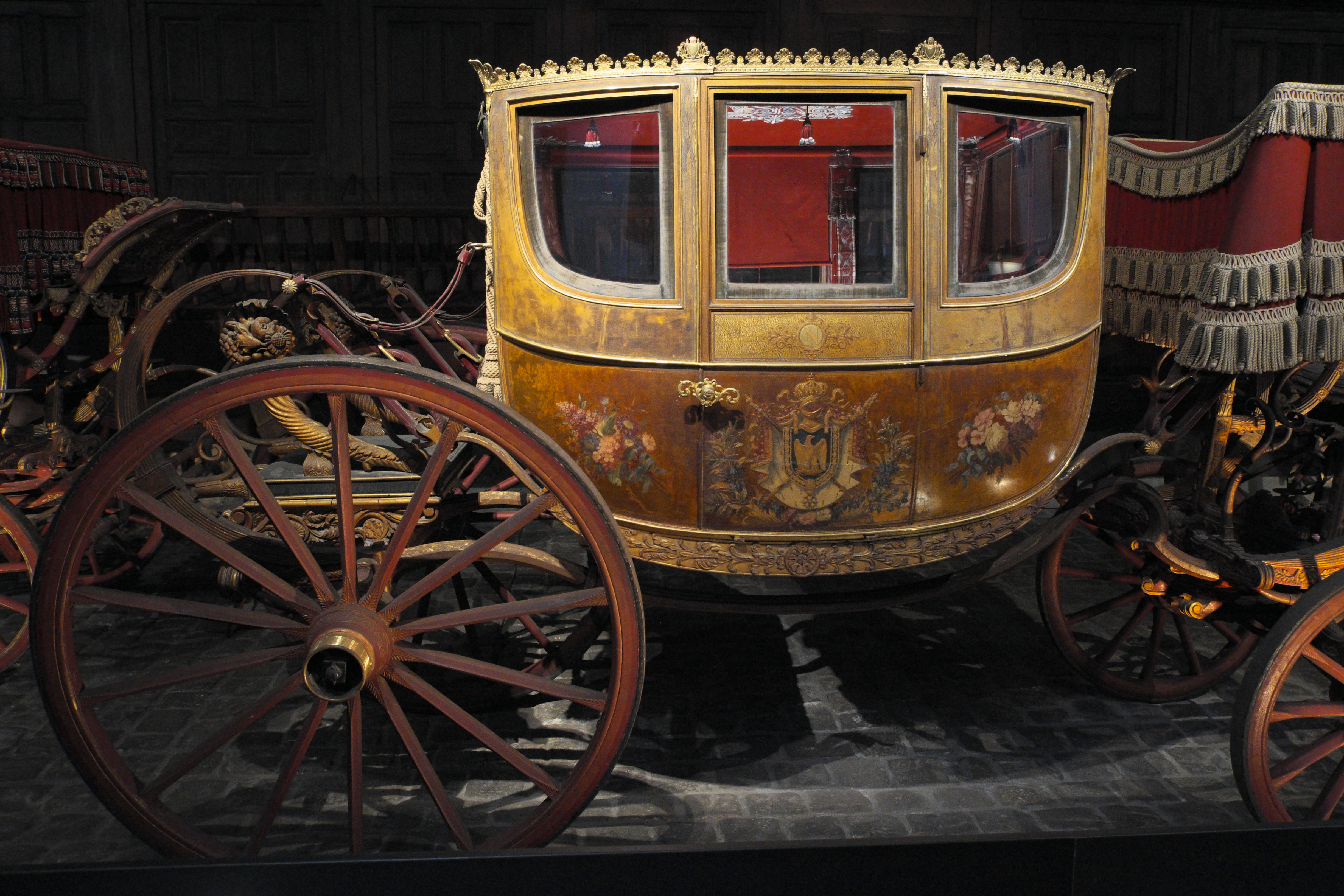
Kröningsvagnen.
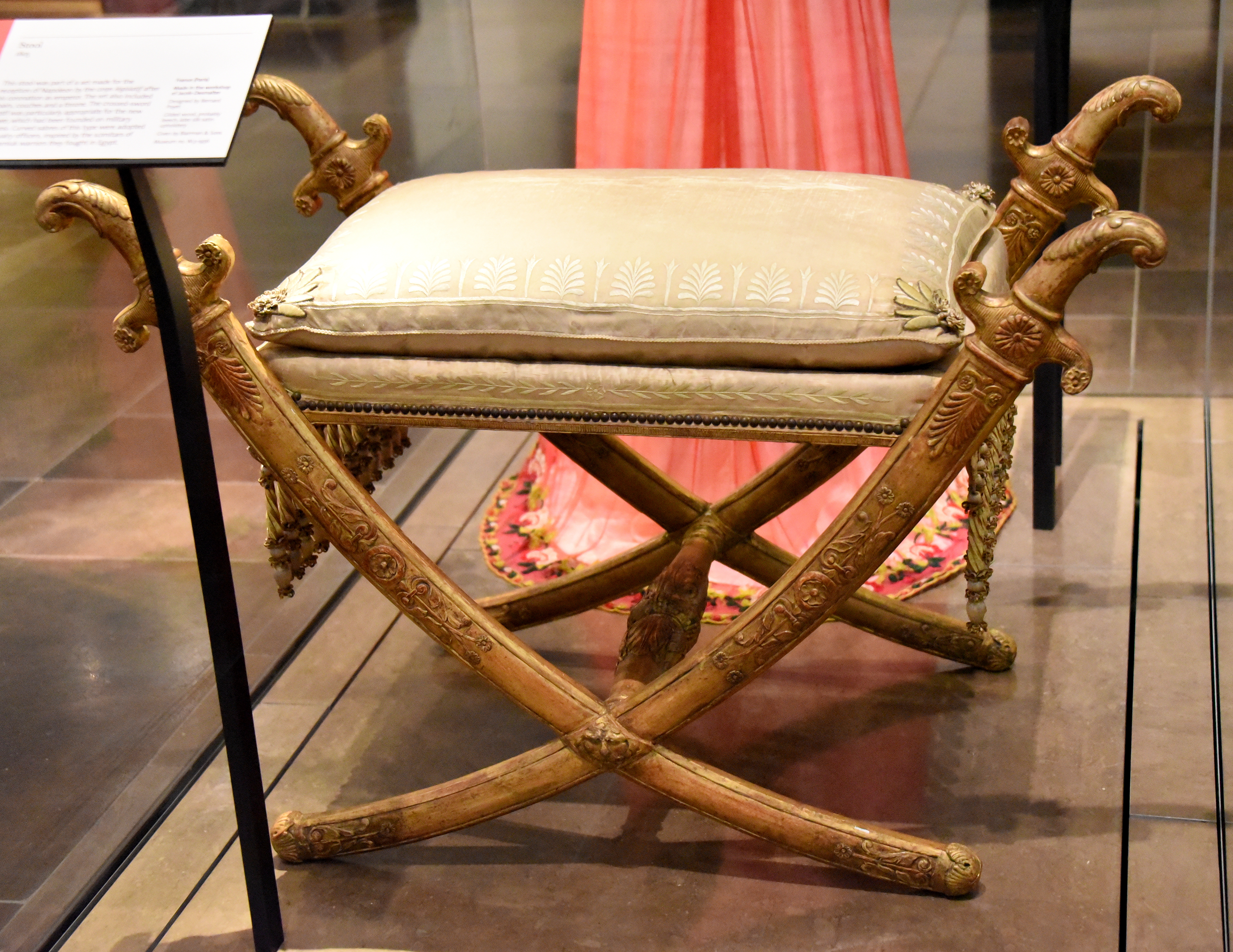